# Enric Tàrrega
Enric Tàrrega Andrés, né à Valence le 1er janvier 1936 et mort dans la même ville le 1er août 2020, est un éditeur, activiste culturel, syndical et politique espagnol, considéré comme une figure historique du valencianisme,.

## Biographie
Il naît dans le quartier d'El Mercat (es), dans le district de Ciutat Vella (es) (centre historique) de la ville de Valence.

### Trajectoire politique et syndicale
Il fait des études préparant à l'enseignement et est impliqué professionnellement dans le milieu de l'édition à partir de 1959.
Pendant le franquisme, il réalise une grande tâche en tant qu'activiste valencianiste. Avec d'autres représentants de la nouvelle génération d'activistes valencianistes ayant grandi dans l'après-guerre civile — dontles frères Josep Lluís et Francesc Codonyer Caballero —, il intègre l'organisation de jeunesse de Lo Rat Penat en 1951,. Au sein de cette association, il travaille au cours des années suivantes à l'organisation de divers rassemblements nationalistes dont l'aplec del puig (es),,.
En 1954 (ou 1955), il fonde dans la clandestinité avec les frères Codonyer le Front marxiste valencien (en),,. En raison de son activité au sein de cette organisation, il est emprisonné en 1962.
En 1964, il fonde avec Eliseu Climent le PSV,,.
Il est l'un des fondateurs des premières Commissions ouvrières du Pays valencien (CCOO-PV) en 1968,,,.
En 1974 il participe à la fondation du PSPV, successeur du PSV. Il fait partie des secteurs critiques lors du processus de la fusion de ce dernier avec la section régionale du PSOE pour former le PSPV-PSOE, ce qui le pousse à ne pas rejoindre la nouvelle formation et à intégrer le PSAN,,,, plus radical.
Il rejoint plus tard le BNV, qu'il quitte en 2009 en raison de divergences politiques.

Aux élections municipales de 2011, il se présente comme candidat d'Esquerra Republicana del País Valencià dans la ville de Valence.

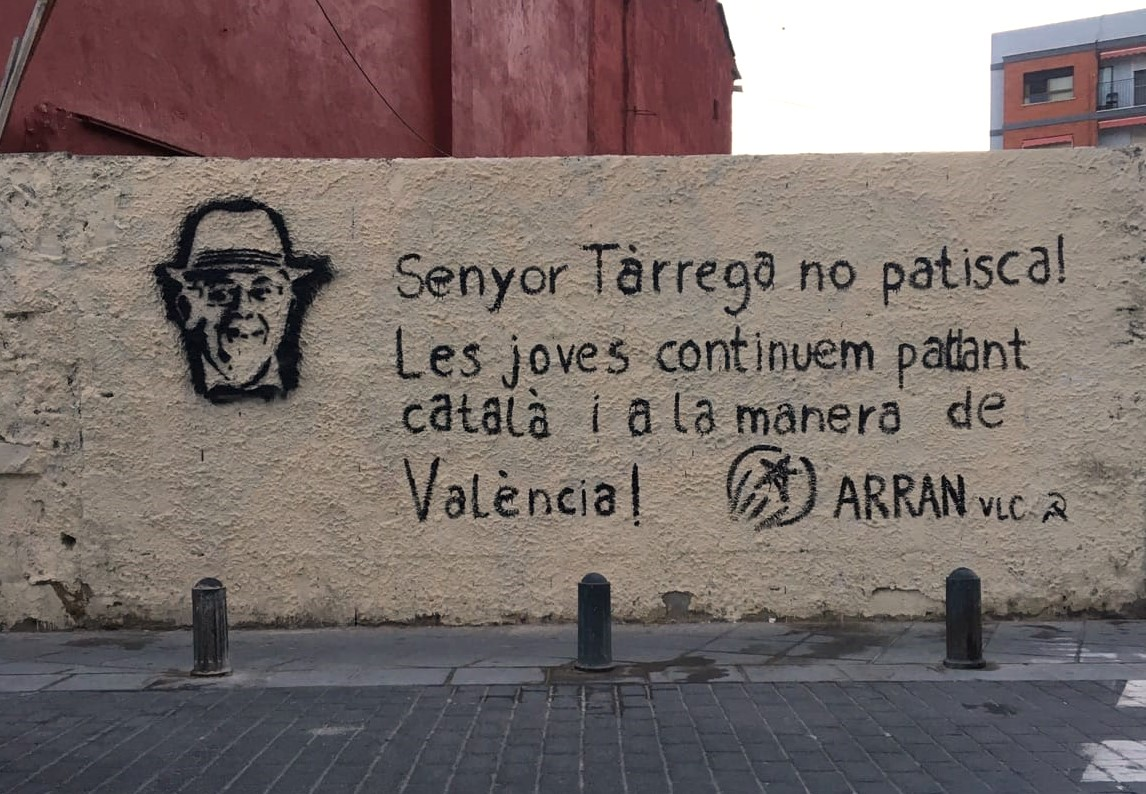
Peinture murale en hommage à Enric Tàrrega signée Arran València (2020).

### Activisme culturel
En 1972, il œuvre en faveur de la Société chorale El Micalet et de la librairie Concret lors de la première édition du prix d'essai Joan Fuster, qui serait plus tard repris en charge par la maison d'édition Tres i Quatre dans le cadre des Premis Octubre,.
Il est membre fondateur d'Acció Cultural del País Valencià en 1978.
En 1988, lors de la première édition des prix, il est nommé Miquelet d'Honor de la Société chorale El Micalet ; en 2006 il reçoit el prix Vicent Ventura de l'Université de Valence. En 2010, la même université publie L'amant de la ciutat somniada, rassemblant des entretiens où il  revient sur sa trajectoire d'activiste culturel,,.

### Mort
Il meurt le 1er août 2020 dans sa ville natale, à l’âge de quatre-vingt-quatre ans,. Trois jours plus tard, Acció Cultural del País Valencià annonce l'organisation d'un hommage public à sa figure,,.